# Anthopleura mortoni
Anthopleura mortoni är en havsanemonart som beskrevs av J.L. England 1992. Anthopleura mortoni ingår i släktet Anthopleura och familjen Actiniidae. Inga underarter finns listade i Catalogue of Life.